# فهرست سیستم‌عامل‌ها
فهرست سیستم‌های عامل اشاره به سیستم‌های عاملی دارد که می‌توان از دیدگاه‌های گوناگونی آن‌ها را دسته بندی کرد. از دید کاربر آنچه بیشتر مهم است رایگان بودن یا نبودن یک سیستم عامل است که به عنوان دو شاخه اصلی در این فهرست وجود دارد. از دید برنامه نویسان و کاربران حرفه‌ای تر متن باز بودن یا نبودن هم موردی مهم به‌شمار می‌رود که در این فهرست گنجانده شده‌است. همچنین این فهرست شامل سیستم عامل‌هایی است که توسط شرکتی خاص عرضه شده‌است.
در بخش سیستم عامل‌های متن باز از نوشتن همه سیستم‌های مبتنی بر هسته لینوکس و ابزارهای گنو خودداری شده‌است.

## رایگان
سیستم عامل‌هایی در این بخش قرار دارند که رایگان هستند ولی متن باز نیستند.
ویندوز
ویندوزفون

## اختصاصی
در این بخش سیستم عامل‌هایی قرار دارند که که کاربر نهایی باید برای استفاده از آن پول پرداخت کند یا دستگاه خاصی را خریداری کند.
- ام اس داس
- اسکای اواس (دیگر پشتیبانی نمی‌شود)
- یونیکس
- ویندوز
- زنیکس
- دکتر داس
- آمیگا اواس
- ای آی ایکس اواس
- منوت اواس (۶۴ بیت)
- سیمبین
- اواس/2
- مک او اس

## متن باز
در این بخش سیستم عامل‌هایی قرار دارند که متن باز هستند ولی (به انگلیسی: Unix-Like) نیستند.

## یونیکس
سیستم عامل یونیکس در طول سال شاخه‌های زیادی داشته‌است. این بخش شامل سیستم عامل‌هایی است که از نظر حقوقی و برنامه‌نویسی می‌توانند یک Unix خوانده شوند. (با Unix-Like اشتباه نشود.)
- بی اس دی
- سولاریس
- اپن سولاریس
- اواس ایکس (پیشتر با نام مک اواس ایکس و همچنین مک اواس)
- زنیکس
- ای آی ایکس
- ایچ پی/یو ایکس

## شبه یونیکس
موفقیت یونیکس در عرصه‌های مختلف و اختصاصی بودن و همچنین نسبتاً گران بودن آن باعث شد تا برنامه نویسان به فکر تولید سیستم عامل‌هایی بی‌افتند که شبیه یونیکس عمل می‌کند. این شبیه بودن به دلیل استانداردسازی در بخش‌های مختلفی از این ردیف سیستم عامل‌ها موسوم به پوزیکس است. (الزامی به رعایت این استاندارد نیست) در ضمن فقط به ذکر نام "لینوکس" بسنده شده‌است.
- مینیکس
- لینوکس
- فری بی اس دی
- آندروید

## آموزشی
این بخش بیشتر شامل سیستم عامل‌هایی است که بیشتر به خاطر حجم کم هسته به عنوان مدلی برای آموزش چگونگی کارکرد یک سیستم عامل استفاده می‌شوند.
البته این سیستم عامل‌ها همه متن باز هم هستند.
- کولیبری اواس
- هلن اواس
- مایک اواس
- مینیکس